# 安田依央
安田 依央（やすだ いお、1966年1月12日 - ）は、日本の小説家、司法書士。大阪府堺市出身。関西大学法学部政治学科卒業。大阪司法書士会会員である。本名、安田 祥子（やすだ さちこ）。
2010年に『百狐狸斉放』（のち『たぶらかし』に改題）で第23回小説すばる新人賞を受賞し、2011年に単行本として発表された。同作は2012年に「たぶらかし -代行女優業・マキ- 」のタイトルで谷村美月主演でテレビドラマ化され、それに合わせて集英社文庫より文庫化された。同年、第2作となる『終活ファッションショー』を上梓した。

## 作品リスト
- 『たぶらかし』（2011年2月 集英社 / 2012年3月 集英社文庫）
- 『終活ファッションショー』（2012年6月 集英社 / 2015年7月　集英社文庫）
- 『人形つかい小梅の事件簿1 恐怖のお笑い転校生』(2013年10月 集英社みらい文庫)《児童文学》
- 『人形つかい小梅の事件簿2 恐怖!笑いが消えた街』(2014年4月 集英社みらい文庫)《児童文学》
- 『出張料理・おりおり堂 卯月〜長月』（2015年3月 中央公論新社）
- 『出張料理・おりおり堂 神無月～弥生』（2015年9月 中央公論新社）
- 『出張料亭おりおり堂 ふっくらアラ煮と婚活ゾンビ』（2017年10月 中公文庫）[注 1]
- 『出張料亭おりおり堂 ほろにが鮎と恋の刺客』(2017年12月 中公文庫)[注 1]
- 『出張料亭おりおり堂 コトコトおでんといばら姫』(2018年2月 中公文庫)[注 1]
- 『ひと喰い介護』（2019年7月 集英社 / 2021年3月 集英社文庫）
- 『出張料亭おりおり堂  月下美人とホイコーロー』（2019年11月 中公文庫）
- 『出張料亭おりおり堂 ほこほこ芋煮と秋空のすれ違い』（2020年4月 中公文庫）
- 『出張料亭おりおり堂 こっくり冬瓜と長い悪夢』（2021年9月 中公文庫）
- 『四号警備 新人ボディガード久遠航太の受難』（2022年7月 集英社文庫）
- 『出張料亭おりおり堂 あつあつ鍋焼きうどんと二人の船出』（2023年2月 中公文庫）
- 『四号警備 新人ボディガード久遠航太と隠れ鬼』（2023年7月 集英社文庫）
- 『深海のスノードーム』（2024年9月 中央公論新社）

### アンソロジー
「」内が安田依央の作品
- 『ネット・ホラー：スマホの中には悪魔がいる』（2015年11月 集英社みらい文庫）「消しゴム」《児童文学》